# 耿舒
耿 舒（こう じょ、生没年不詳）は、中国の新代から後漢時代初期にかけての武将。司隷扶風茂陵県の人。父は上谷太守耿況。兄は雲台二十八将の1人である耿弇。弟は耿国・耿広・耿挙・耿覇。子は耿襲。父や兄弟と同様に、後漢草創期の功臣の1人である。

## 事跡
| 姓名           | 耿舒                                                  |
| 時代           | 新代 - 後漢時代                                       |
| 生没年         | 〔不詳〕                                              |
| 字・別号       | 〔不詳〕                                              |
| 本貫・出身地等 | 司隷扶風茂陵県                                        |
| 職官           | 復胡将軍〔劉秀→後漢〕                                 |
| 爵位・号等     | 牟平侯〔後漢〕                                        |
| 陣営・所属等   | 光武帝（劉秀）                                        |
| 家族・一族     | 父：耿況 、兄：耿弇 弟：耿国 耿広 耿挙 耿覇、子：耿襲 |

更始2年（24年）、王郎滅亡後に、代県県令張曄が謀反すると、劉秀（後の光武帝）は耿舒を復胡将軍に任命して張曄を撃破させた。また、五校（河北の地方民軍）が20余万の軍勢で上谷郡を攻撃してくると、耿舒は父の耿況と協力してこれも撃破した。
建武4年（28年）、漢に叛逆した彭寵とその弟彭純が匈奴の軍勢とともに二手に分かれ、涿郡に駐屯する漢軍（良郷の祭遵軍・陽郷の劉喜軍）を攻撃し、匈奴の騎兵は軍都（広陽郡）を通過した。耿舒はこれを攻撃して匈奴の2王を斬り、彭寵は敗走した。さらに耿舒は父と共に軍都に逃げ込んだ彭寵軍を破り、軍都を奪還している。この軍功により、耿舒は牟平侯に封じられた。
建武25年（48年）、武陵五渓蛮（南方民族の一部族。以下、「蛮」と略す）が叛逆し、これを討伐した武威将軍劉尚の軍は全滅してしまった。同年7月、伏波将軍馬援がこれを討伐に向かうと、耿舒は他の3将軍と共にその指揮下に加わった。翌建武25年（49年）春、臨郷（武陵郡）で、蛮軍を撃破した。
しかし、漢軍が下雋（長沙郡）に至った際に、近辺にあるが水路が険しい壺頭山（武陵郡）を攻撃するか、遠路にあるが兵馬を展開しやすい充県（武陵郡）を攻撃するかが議論になった。耿舒は補給困難とはいえ攻撃が容易な充県の攻撃を主張したが、馬援は補給困難な点を問題視し、結局光武帝の裁断もあって3月に壺頭山を攻撃する。ところが、やはり水路は進軍に困難で、しかも暑さに見舞われ、馬援が病没するという苦戦を強いられた。
耿舒はこの馬援の失策を悔やみ、自分の策をとっていればこのようなことにはならなかった、と兄の耿弇に手紙を送った。その手紙は耿弇から光武帝に渡され、光武帝は虎賁中郎将梁松を派遣して馬援を叱責させた。ところが、梁松はかねてから馬援に恨みを抱いていたため、これを機に馬援について讒言する。光武帝は激怒して、馬援の新息侯の印綬を没収してしまった。耿舒は、図らずも馬援の追い落としに加担する形となった。なお、蛮軍については、同年冬10月に平定されている。
耿弇・耿舒ら6人の兄弟は、いずれも青紫の綬を授かる要職に就き、栄誉とみなされた。耿舒の没年は不明で、その死去後は子の耿襲が継いでいる。